# People’s National Party (Ghana)
Die People’s National Party (PNP) war eine politische Partei in Ghana. 

## Gründung und Ausrichtung
Nach dem Ende der Militärdiktatur unter Ignatius Kutu Acheampong, wurde in einem Demokratisierungsprozess die verbotene Parteienlandschaft durch die Gründung neuer Parteien wiederbelebt. Die PNP wurde im Zuge dieses Prozesses 1979 gegründet und stand in der politischen Tradition der links orientierten Nkrumaristen, die sich als politische Erben des ersten Präsidenten Ghanas Kwame Nkrumah sehen.

## Einfluss
Die PNP trat bei den Wahlen zur Nationalversammlung (National Assembley) am 18. Juni 1979 an und erreichte mit 71 von 140 Sitzen die Mehrheit der abgegebenen Stimmen und stellte folglich die stärkste Fraktion. Bei den Direktwahlen zum Präsidentenamt trat für die PNP Hilla Limann an. Limann erzielte im ersten Wahlgang die einfache Mehrheit der Stimmen mit einem Prozentanteil von 38,3 Prozent der Wählerstimmen. Bei der Stichwahl am 9. Juli 1979 trat der PNP Kandidat Limann gegen Victor Owusu, den Kandidaten der Popular Front Party, an. Hier gewann Limann deutlich mit 62 Prozent der Wählerstimmen.
Damit war die PNP die wichtigste politische Kraft in der Dritten Republik Ghanas. Finanziell wurde der Wahlkampf der PNP durch Imoru Egala unterstützt. Egala ist ein Onkel des späteren Präsidenten Limann und ehemaliger Außenminister Ghanas unter Kwame Nkrumah Anfang der 1960er.
Die Regierung Limann wurde am 31. Dezember 1981 durch eines Militärputsch von Jerry Rawlings gestürzt. Rawlings erließ ein absolutes Parteienverbot, das zur Auflösung der PNP führte.